# Thyrostipa
Thyrostipa é um gênero de traça pertencente à família Arctiidae.